# 링클레이터스
링클레이터스(Linklaters)는 영국 런던에 본사를 두고 있는 국제 로펌이다. 2009년 매출액이 24억달러(한화 2조4천억원)를 기록하였다. 2012년에 서울사무소를 개설하기로 하고 법무부에 관련 신청하였다.

## 같이 보기
- 세계의 로펌